# Монджер, Адриан
Адриан Калеро Монджер (англ. Adrian Calero Monger, 6 декабря 1932, Маунт-Лоули, штат Западная Австралия, Австралия — 10 июля 2016, Перт, штат Западная Австралия, Австралия) — австралийский спортсмен, бронзовый призёр летних Олимпийских игр в Мельбурне (1956) в академической гребле.

## Спортивная карьера
Окончил гимназию Джилонга, где начал заниматься легкой атлетикой, боксом и греблей.  Затем выступал за свое учебное заведение, обучаясь в Тринити-колледже Мельбурнского университета. Становился победителем студенческого Кубка Оксфорда и Кембриджа (1953). Получив образование, выступал за мельбурнский Mercantile Rowing Club.
Впервые выступил на крупных соревнованиях в 1954 г., представляя штат Виктория: в составе «восьмерки» на Королевском Кубке и на ежегодной Австралийской межштатной регате. В 1954 и 1956 гг. был в составе победителей Королевского Кубка. В 1955 г. вместо с партнерами по экипажу занял второе место.
На «домашних» Летних играх в Мельбурне (1956) в составе национальной сборной завоевал бронзовую медаль в заезде «восьмерок».

## Дальнейшая карьера
После Олимпиады завершил спортивную карьеру и работал биржевым маклером. Затем занялся преподавательской деятельностью с 1964 по 1974 гг. был учителем и тренером по гребле в гимназии Джилонга, за исключением одного года, когда он преподавал в Итон-колледже. В 1975 г. вернулся в Западную Австралию и с 1975 по 1984 гг. преподавал экономику, бухгалтерский учет и коммерцию в Скотч-колледже в Перте. В 1985 году был назначен ведущим сотрудником по развитию Скотч-колледжа, создав отделы по связям с общественностью, рекламой и сбору средств. 
С 1975 по 2007 г. был также был тренером по гребле в Скотч-колледже, а в 1997 и 1998 гг. тренировал команду гребного клуба Университета Западной Австралии, которая в этот период дважды выигрывала Кубок Оксфорда и Кембриджа.